# 熊挚红
熊摯紅（？—？），芈姓，熊氏，名摯紅，又被称为熊挚，是楚熊渠的次子。熊渠有三子：長子熊康（熊毋康）、次子熊摯紅、少子執疵。熊渠立摯紅为鄂王。由於長兄熊康早逝，熊渠卒後摯紅成為繼承人，其弟執疵弒摯紅代立為君，继位，改名熊延。
谯周认为熊挚是熊渠长子熊翔的长子，因为有疾病不能继位。宋均的注记载熊挚居住于夔，成为楚国附庸，后来被楚王封为子爵。
| 前任： 父熊渠 | 楚國君主 | 繼任： 弟熊延 |